# Mocnost (geologie)

Pravá (1) a nepravá (2) mocnost vrstvy a její úklon (3)

Mocnost je kolmá vzdálenost mezi spodní a svrchní vrstevní plochou geologického tělesa, které má zhruba deskovitý tvar.

## Pojem
Mocnost je nezávislá na prostorové orientaci vrstvy. Rozlišuje se pravá (dle definice, zkratka m) a nepravá mocnost (m´), kde platí:.
m = m´ × cos (αβ * cos γ), přičemž α je úklon tělesa, β sklon vrtu a γ úhel mezi směrem průsečnice a spádnice tělesa
Jde o běžně zavedený termín především ve stratigrafii pro sedimentárních horniny, ale i pro jiné typy hornin.

## Hornictví
V hornictví se používá dalších termínů jako mocnost dobývání, což představuje část uhelné sloje, kterou je možno v místních podmínkách vytěžit, a parametr mocnosti.